# Храм Космы и Дамиана (Набережные Челны)
Церковь Космы и Дамиана (тат. Косма һәм Дамиан чиркәве) — приходской православный храм Набережночелнинской епархии Русской Православной церкви, является самой старой постройкой Набережных Челнов и включён в список исторических памятников города.
При храме действует воскресная школа, общественная православная организация «Ветка Палестины», которая занимается паломническими поездками и организацией православных выставок, творческих встреч, милосердием. Работает «Дом Православной Книги», включающий свечной ящик, библиотеку, читальный зал, часовню св. прмц. Маргариты игумении Мензелинской.

## История
В небольшом селе Орловка деревянная церковь существовала ещё в конце XVIII века. Однако в 1844 году она сгорела. В 1854—1859 годах на средства елабужского купца Ивана Ивановича Стахеева была построена новая однопрестольная каменная церковь, освящённая, как и сгоревшая, во имя святых бессребреников и чудотворцев Космы и Дамиана. Средних размеров храм был построен по образцовому проекту Константина Тона в византийском стиле.
Закрытый в 1930-е годы, храм в 1990—1992 годах, после передачи его Казанской епархии, был реконструирован, вокруг него был создан своеобразный ансамбль, включающий ограду с воротами и павильоны.

## Архитектура
Храм Космы и Дамиана является памятником культовой архитектуры в стиле ранней эклектики с русскими мотивами. Сооружение представляет собой одноглавую бесстолпную церковь традиционной симметрично-осевой композиции с большим цилиндрическим световым барабаном на четверике центрального объёма, имеющего раскрепованные лопатками углы и боковые входы с невысокими крыльцами. Над входами по три арочных оконных проёма, простенки украшены стилизованными пилястрами, капительная часть которых служит импостами килевидных арочек наличников. Аттик украшен невысоким щипцом с заплечиками. Световой барабан украшен лопатками в широких простенках между арочными световыми проёмами. Узкая трапезная протяжённостью в пять оконных проёмов Над входом — трёхъярусная колокольня под восьмигранным шатром с одним рядом слуховых окошек в килевидных наличниках.

## Духовенство
Настоятелем храма является протоиерей Андрей Лосык. Клирики: иерей Сергий Пичугин, иерей Сергий Саутин, иерей Дмитрий Веретнов.

## Галерея
- Купол и звонница Храма
- Вид на Храм со стороны Набережночелнинского проспекта
- Главный вход Храма